# Beschikbaarheidsheuristiek
Beschikbaarheidsheuristiek of beschikbaarheid in de heuristiek is een snelkoppeling gebaseerd op directe voorbeelden uit ons geheugen die ons herinneren aan bepaalde onderwerpen of concepten als begrip of mentale beeldvorming. 
De beschikbaarheidheuristiek werkt vanuit de gedachte dat wanneer men zich iets weer kan herinneren, het wel belangrijk moet zijn. Vervolgens hebben mensen de neiging om dat zwaarder te laten wegen dan recentere gegevens.
Hoe gemakkelijker het is om gevolgen van gebeurtenissen te herinneren, des te groter we deze gevolgen waarnemen. Mensen overwegen bij het maken van een oordeel niet alleen wàt ze herinneren, maar ook de moeite of het gemak hoe die inhoud in hen opkwam. Opvallend is dat men het meest vertrouwt op de inhoud van de herinnering indien de gevolgen ervan niet ter discussie worden gesteld, eventueel door de problemen die zij ervaren bij het voor de geest halen van relevant materiaal.

## Drie heuristische principes
De volgende drie heuristische principes worden door mensen in onzekere situaties vertrouwd. Deze principes verkleinen de complexe taak van het beoordelen van mogelijkheden, het maken van waardevoorspellingen en vergemakkelijken beoordelende taken.
1. De representativiteit. Deze wordt gewoonlijk toegepast wanneer mensen gevraagd wordt een mogelijkheid te beoordelen: een object of een gebeurtenis A behoort tot een klasse of proces B.
2. De mogelijkheid van gevallen of scenario's. Deze wordt vaak gebruikt wanneer mensen wordt gevraagd om de frequentie van een klasse te beoordelen, of de geloofwaardigheid van een bepaalde ontwikkeling.
3. Het aanpassen van een referentie (Referentie-effect). Deze wordt meestal gebruikt in numerieke voorspellingen wanneer een relevante waarde beschikbaar is.